# Kerstin Köppen
Pour les articles homonymes, voir Köppen.
Kerstin Köppen, née le 24 novembre 1967 à Rathenow, est une rameuse d'aviron allemande. 

## Carrière
Kerstin Köppen est sacrée championne olympique de deux de couple en 1992 à Barcelone. Elle remporte la finale olympique de quatre de couple en 1996 à Atlanta. 
Aux Championnats du monde d'aviron, elle remporte cinq médailles d'or en quatre de couple en 1990, en 1991, en 1994, en 1995 et en 1997 et une médaille d'argent en deux de couple en 1993.